# デカカルボニルジヒドリド三オスミウム
デカカルボニルジヒドリド三オスミウム (英: decacarbonyldihydridotriosmium) は、化学式が Os3H2(CO)10 と表される化合物である。濃紫色〜菫色の結晶で、空気に対して安定なクラスターである。電子的に不飽和なため様々な配位子を付加することは注目すべき点である。

## 構造と合成
この三核クラスターは、2つのヒドリド配位子によって架橋された1本の長い結合 (rOs-Os = 2.68 Å) と2本の短い結合 (rOs-Os = 2.81 Å) からなる、二等辺三角形に配列した Os 原子が特徴的である。これは Os(CO)4[Os(CO)3(μ-H)]2 と表すこともできる。Os2H2 サブユニットの結合はジボランの三中心二電子結合と比較される。Os3(CO)12 のオクタン溶液（または似た沸点をもつ不活性溶媒）を H2 でパージすることによって調製される。
{\displaystyle {\ce {Os3(CO)12\ + H2 -> Os3H2(CO)10\ + 2 CO}}}

## 反応
このクラスターは穏やかな条件のもとで広い範囲の試薬と反応する。実例として、[Ni(CO)(C5H5)]2 と反応して [Ni(C5H5)]3Os3(CO)9 を与える反応がある。ジアゾメタンによって Os3(CO)10(μ-H)(μ-CH3) が生じる反応は、金属クラスターで最初に確認されたアゴスティック相互作用を示す。